# Lista de guerras civis
Esta é uma lista de guerras civis organizada em ordem alfabética. A região, o período e a duração das guerras são indicadas.
Guerras civis são guerras onde os combatentes envolvidos são do mesmo grupo ou nação.

## Guerras civis passadas
- Primeiro Périodo Intermediario do Egito, c. 2.181 a.C. - c. 2055 a.C.
- Período dos Estados Combatentes, c. século V a.C - 221 a.C
- Guerras Civis Romanas, 91 a.C.-398 d.C.
- Primeira Guerra Civil Islâmica, 656-661
- Segunda Guerra Civil Islâmica, 683-685/680-692
- Anarquia de vinte anos, 695-717
- Terceiro Fitna, 744-747/750 
  - Revolução Abássida
- Rebelião de An Lushuan, 755-763
- Quarta Fitna, 809-827
- Anarquia dos 12 Senhores da Guerra (Vietnã), 944-968
- Guerra civil do al-Andalus, 1009-1031
- Guerras Civis Norueguesas, 1130-1240
- Guerra Civil Dinamarquesa (Dinamarca), 1131-1157
- A Anarquia, 1135-1153
- Revolta de 1173-74 (Inglaterra)
- Guerra Civil do Reino de Jerusalém, 1152-1153
- Guerra Genpei (Japão), 1180-1185
- Primeira Guerra dos Barões (Inglaterra), 1215-1217
- Sturlungaöld, 1220-1262/64
- Segunda Guerra dos Barões ( Inglaterra ), 1264–1267
- Guerra Civil da Livônia, 1297–1330.
- Guerra dos Despenser, 1321-1322
- Invasão da Inglaterra, 1326
- Guerra civil bizantina de 1321-1328
- Guerra civil bizantina de 1341-1347
- Guerra civil bizantina de 1352-1357
- Guerra Civil de Castela, 1366-1369
- Guerra civil bizantina de 1373-1379
- Revolta de Glyndŵr ( Inglaterra e País de Gales ), 1400–1415
- Guerra Civil Otomana, 1402-1413
- Guerra civil dos Armagnacs e Borguinhões, 1407-1435
- Guerras Hussitas (Bôemia)
- Grande Guerra Feudal na Rússia, 1425-1453
- Guerra das Duas Rosas, c. 1455-1485
- Guerra Onin (Japão), 1467-1477
- Período Sengoku (Japão), 1467-1615
- Guerra de Sucessão de Castela, 1475-1479
- Guerra dos Camponeses, 1524-1525
- Guerra Civil no Canato Cazaque, 1522-1532
- Guerra Civil Inca, 1529–1532
- Guerra Civil Francesa, 1562-1598
  - Guerra Civil Escocesa; 1644-1652
  - Guerra Civil Inglesa, 1642-1651
    - Primeira Guerra Civil Inglesa 1642–1646
    - Segunda Guerra Civil Inglesa 1648–1649
    - Terceira Guerra Civil Inglesa 1650–1651
- Guerra Civil Trịnh–Nguyễn, 1771-1802
- Guerra da Reforma (México) 1857-1861
- Guerra Civil Zulu, 1817-1819
- Guerra dos Farrapos, 1835-1845
- Rebelião Taiping (China), 1851-1864
- Guerra de Secessão, 1861-1865
- Guerra Klang; também conhecida como Guerra Civil Selangor, 1867 - 1874
- Guerra Boshin (Japão), 1868-1869
- Revolução Federalista (Brasil), 1893-1895
- Guerra Civil Russa, 1917-1921
- Guerra Civil Finlandesa, 1918
- Guerra Civil Irlandesa, 1922-1923
- Guerra Civil Chinesa, 1928-1937, 1945-1949
- Guerra Civil Vietnamita, 1930-1975
- Guerra Paulista, 1932
- Guerra Civil Austríaca, 12 de Fevereiro a 16 de Fevereiro de 1934
- Guerra Civil Espanhola, 1936-1939
- Guerra Civil Grega, 1946-1949
- Guerra civil paraguaia, 1947
- Guerra Civil Costarriquenha, 1948
- Guerra Civil Coreana, 1950-1953
- Guerra Civil da Indonésia, 1965-1966
- Guerra de Biafra (Nigéria), 1967-1970
- Guerra do Bangladesh (Paquistão), 1971
- Guerra Civil Vietnamita, 1954-1975
- Guerra Civil Cipriota, 1967-1974
- Guerra Civil do Iêmen do Norte, 1962 -1970

## Guerras civis contemporâneas
As seguintes guerras civis foram travadas ou terminaram na última década. Algumas podem ser classificadas como rebeliões, ao invés de propriamente guerras civis.
- Guerra Civil Libanesa, 1975-1990
- Guerra Civil Moçambicana, 1975-1992
- Movimento Sandinista, 1979-1989
- Guerra Civil de El Salvador, 1979-1991
- Guerra Civil Afegã, 1978-presente Ver também: Insurgência Talibã
- Guerra Civil da Argélia, Argélia, 1991-2002, conflitos continuam
- Guerra Civil Angolana, Angola, 1974-1989, 1995-1997, 1998-2002
- Guerra da Bósnia, 1992-1995
- Guerra Civil do Burundi, Burundi, 1988-1991, 1993-2005
- Guerra Civil de Cabinda, Angola/Cabinda, 1975-2006
- Guerra Civil Cambojana, 1978-1993, 1997-1998
- Conflito de Casamansa, Senegal, 1990-2004, conflitos continuam
- Guerra Civil na Colômbia, 1964-presente
- Conflito interno no Peru, 1980-2000, conflitos continuam
- Guerra Civil na República Democrática do Congo, 1996-2003
  - Primeira Guerra do Congo, 1996-1997
  - Segunda Guerra do Congo, 1998-2003
  - Conflito de Kivu, 2004-2009
  - Conflito de Ituri, 1999-2007
- Guerra civil da Costa do Marfim, Costa do Marfim, 1999-2000, 2002-2007
- Conflito de Darfur, Sudão, 2003-presente
- Guerra Civil Timorense, Timor-Leste/Indonésia, 1975-1999
- Guerra Civil na Geórgia, 1991-1993, conflitos continuam
  - Guerra entre Gamsakhurdia e Shevardnadze, 1991-1993
  - Guerra na Ossétia do Sul em 1991-1992, 1991-1992, país ainda exige a independência
  - Guerra na Abecásia (1992–1993), 1992-1993, país ainda exige a independência
- Guerra Civil da Guatemala, Guatemala, 1960-1996
- Guerra Civil na Guiné-Bissau, Guiné-Bissau, 1998-1999
- Rebelião no Haiti, Haiti, 2004
- Guerra Civil do Iraque, 2004-presente Ver: Insurgência iraquiana
- Revoltas no Iraque de 1991
- Conflito na Caxemira, Índia/Paquistão/China, 1989-presente
- Curdistão, 1961-1970, 1988-2003
  - Guerra Civil no Curdistão iraquiano, 1994-1997
- Guerra Civil da Libéria, 1989-1996, 1999-2003
  - Primeira Guerra Civil da Libéria, 1989-1996
  - Segunda Guerra Civil da Libéria, 1999-2003
- Guerra Civil do Nepal, 1996-2006
- Guerra Civil de Ruanda, 1990-1994
- Guerra Civil de Serra Leoa, 1991-2002
- Guerra Civil da Somália, 1991-presente
- Guerra Civil do Sri Lanka, 1983-2009
- Guerra civil etíope, 1974-1991
- Guerras Civis da Eritreia
- Guerra Civil do Sudão, 1955-1972, 1983-2005
  - Primeira guerra civil sudanesa
  - Segunda guerra civil sudanesa, 1983-2005
- Guerra Civil do Tadjiquistão, 1992-1997
- Guerra Civil de Uganda, 1981-1986, 1987-presente
- Guerra Civil do Iêmen, 1979-1989, 1994, 2000s
- Guerras na Iugoslávia, 1991-2001
- Chechênia
  - Primeira Guerra da Chechênia, 1994-1996
  - Segunda Guerra da Chechênia, 1999-2009
- Guerra Civil na Inguchétia
- Conflito na Ossétia do Norte de 1992
- Conflito Fatah e Hamas, 2006-2009
- Guerra do Kosovo, 1998-1999
- Guerra Civil Sérvia, 1991-2001
- Rebelião albanesa na Macedônia, 2001
- Conflito israelo-palestino, 1948-presente
- Guerra Civil Líbia, 2011
- Guerra Civil Síria, 2011-2024
- Segunda Guerra Civil Iraquiana, 2013-2017